# Triplophysa venusta
Triplophysa venusta är en fiskart som beskrevs av Zhu och Cao, 1988. Triplophysa venusta ingår i släktet Triplophysa och familjen grönlingsfiskar. Inga underarter finns listade i Catalogue of Life.